# Anna Passey
Anna Passey es una actriz británica, conocida por interpretar a Sienna Blake en la serie Hollyoaks.

## Biografía
Es amiga de las actrices Jessica Fox y Sophie Austin.
En el 2014 comenzó a salir con el actor Nick Rhys, la relación finalizó más tarde.
Desde 2019 sale con el actor Kyle Pryor.

## Carrera
El 21 de noviembre de 2012, se unió al elenco principal de la serie británica Hollyoaks, donde interpreta a Sienna Blake hasta ahora.
En 2013 apareció en la película Two Days in the Smoke, donde dio vida a Sasha.

## Filmografía

### Series de televisión
| Año             | Título    | Personaje    | Notas         |
| --------------- | --------- | ------------ | ------------- |
| 2012 - presente | Hollyoaks | Sienna Blake | 524 episodios |

### Películas
| Año  | Título                    | Personaje     | Notas                                                                              |
| ---- | ------------------------- | ------------- | ---------------------------------------------------------------------------------- |
| 2007 | The Last Flight to Kuwait | Kate          | junto a Lewis Alsamari, Philip Brodie, Tom Frederic y Freddie Stroma               |
| 2009 | Keys                      | Mujer         | corto - junto a Martin Medina                                                      |
| 2011 | A Landscape of Lies       | Sargento Egan | junto a Danny Midwinter, Andrea McLean y Sam Cunningham                            |
| 2012 | Saint Dracula 3D          | Celebrante    | junto a Mitch Powell, Patricia Duarte, Anna Burkholder y Suzanne Roche             |
| 2013 | Two Days in the Smoke     | Sasha         | junto a Matt Di Angelo, Lili Bordán, Stephen Marcus, Darren Ripley y Velibor Topic |

## Premios y nominaciones
| Año  | Categoría           | Premios                   | Serie     | Resultado |
| ---- | ------------------- | ------------------------- | --------- | --------- |
| 2013 | Best Bitch          | Inside Soap Award         | Hollyoaks | Nominada  |
| 2014 | Villain of the Year | British Soap Award        | Hollyoaks | Ganó      |
| 2014 | Best Newcomer       | National Television Award | Hollyoaks | Nominada  |
| 2017 | Best Actress        | Inside Soap Award         | Hollyoaks | Nominada  |
| 2017 | Best Actress        | British Soap Award        | Hollyoaks | Nominada  |
| 2018 | Best Actress        | British Soap Award        | Hollyoaks | Nominada  |